# DH Возничего
DH Возничего (лат. DH Aurigae) — одиночная переменная звезда в созвездии Возничего на расстоянии (вычисленном из значения параллакса) приблизительно 4970 световых лет (около 1524 парсеков) от Солнца. Видимая звёздная величина звезды — от +14,6m до +13,9m.

## Характеристики
DH Возничего — красный гигант, пульсирующая полуправильная переменная звезда типа SRB (SRB) спектрального класса M3. Радиус — около 38,88 солнечных, светимость — около 268,496 солнечных. Эффективная температура — около 3747 К.